# Blasenberg und Saalhau
Das Gebiet Blasenberg und Saalhau ist ein vom Landratsamt Münsingen am 31. Mai 1955 durch Verordnung ausgewiesenes Landschaftsschutzgebiet auf dem Gebiet der Gemeinde Hohenstein.

## Lage
Die beiden Teilgebiete des etwa 20,3 Hektar großen Landschaftsschutzgebiets liegen ungefähr einen halben Kilometer südöstlich des Ortsteils Eglingen. Es gehört zum Naturraum Mittlere Kuppenalb.

## Landschaftscharakter
Das südliche Teilgebiet ist vollständig bewaldet. Das nördliche Teilgebiet umfasst neben einem kleineren Waldbereich einige Wiesen, von denen ein Teil als FFH-Lebensraumtyp magere Flachland-Mähwiese erfasst wurde. 

## Zusammenhängende Schutzgebiete
Die Teilgebiete des Landschaftsschutzgebiets werden durch das Naturschutzgebiet Blasenberg-Ringelesberg verbunden, das 1992 ausgewiesen wurde und bis zu diesem Zeitpunkt Teil des Landschaftsschutzgebiets war. Das Naturschutzgebiet ist gleichzeitig Bestandteil des FFH-Gebiets Großes Lautertal und Landgericht. Nördlich der Straße nach Hundersingen schließt das Landschaftsschutzgebiet Ringelesberg an.